# Hermann Strauß (Mediziner)

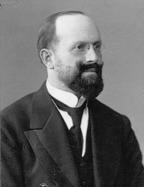
Hermann Strauß, um 1900

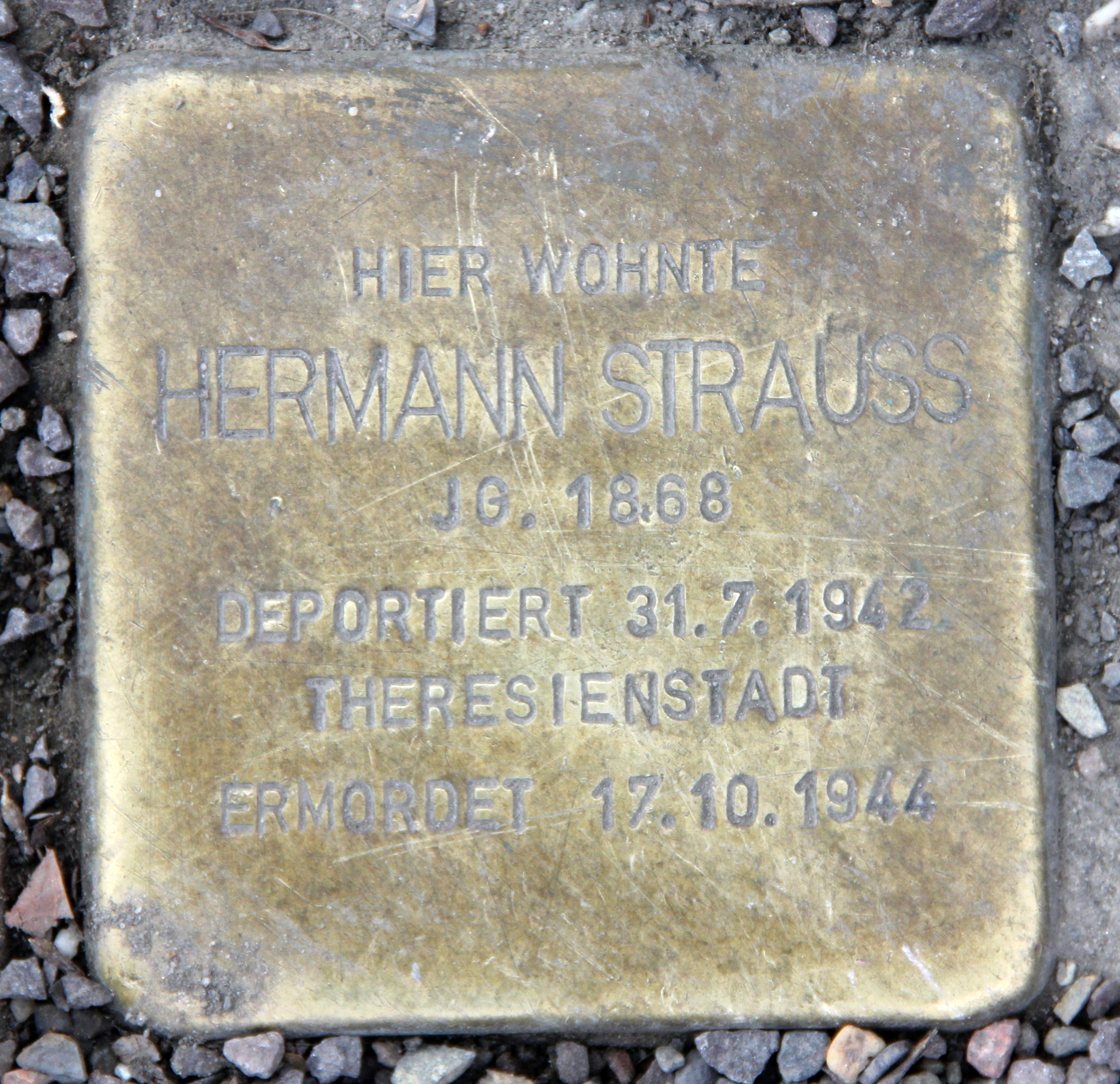
Stolperstein beim Kurfürstendamm 184

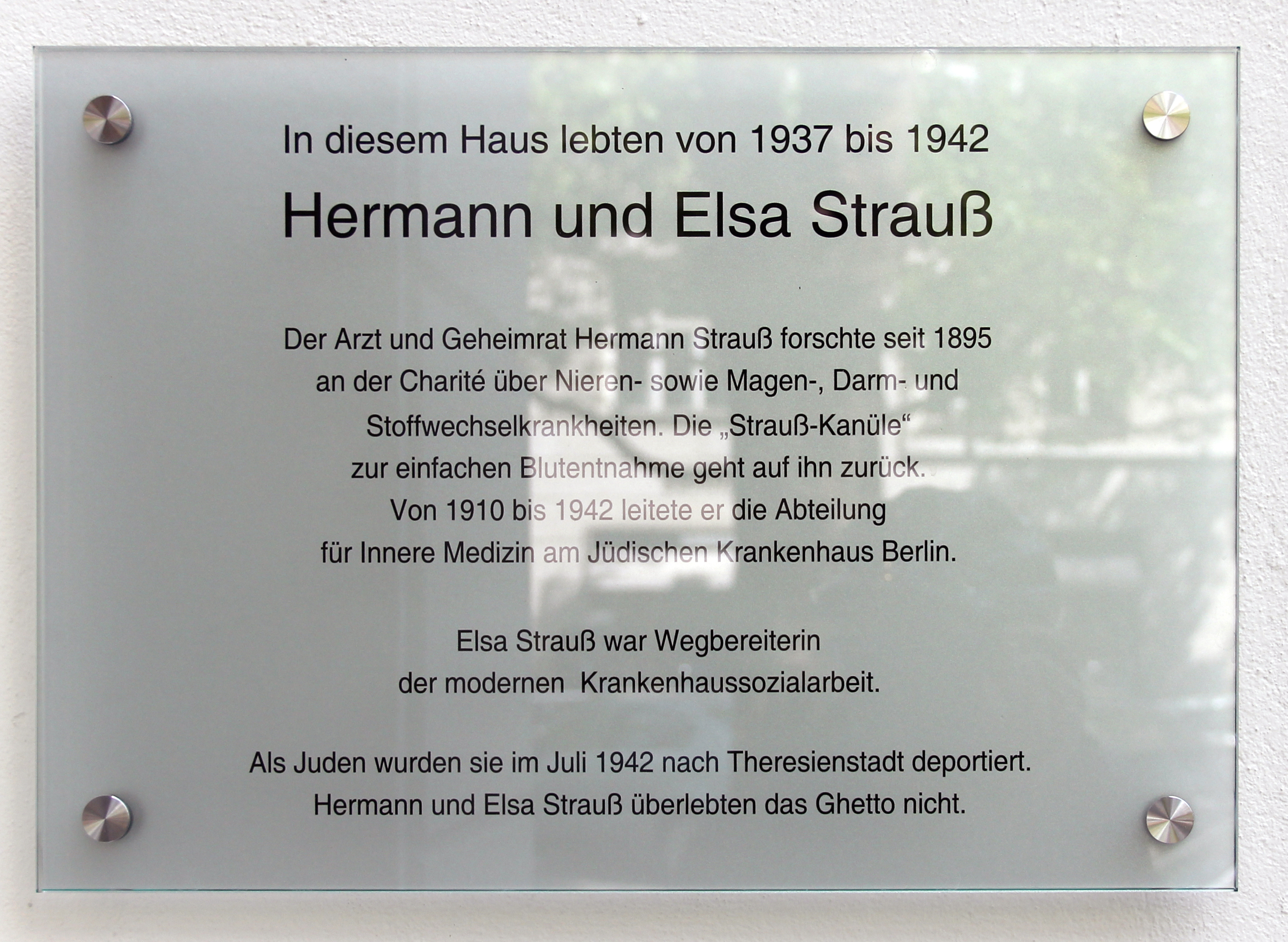
Gedenktafel am Haus, Kurfürstendamm 184, in Berlin-Charlottenburg

Hermann Strauß (auch Strauss oder Strausz; * 28. April 1868 in Heilbronn; † 17. Oktober 1944 im Ghetto Theresienstadt) war ein deutscher Mediziner und Direktor der Abteilung für Innere Medizin des Jüdischen Krankenhauses Berlin von 1910 bis 1942.

## Leben
Der Sohn des Heilbronner Kaufmanns Heinrich Strauß und seiner Frau Röschen geborene Oppenheimer studierte ab 1886 Medizin an den Universitäten Würzburg und Berlin. Er wurde 1890 in Berlin mit einer Arbeit über rechts- und linksseitige Hemiplegie promoviert. Danach kam er in Berlin für kurze Zeit als Assistenzarzt zu Emanuel Mendel an die Poliklinik für Nervenkrankheiten, um danach bei Carl Anton Ewald am Berliner Augusta-Hospital seine internistische Weiterbildung zu beginnen. Im Jahr 1893 wechselte Strauß zu Franz Riegel nach Gießen an die Medizinische Universitätsklinik. 1895 wurde er Oberarzt der III. Medizinischen Klinik der Charité in Berlin bei Hermann Senator. 1897 an der Medizinischen Fakultät der Universität Berlin habilitiert, erhielt er dort 1902 eine außerordentliche Professur. Im selben Jahr fand er eine von da an in der Inneren Medizin bei der Nierenfunktionsprüfung eingesetzte Methode zur Bestimmung von Reststickstoff bzw. Residual-N (residual nitrogen) (Rest-N). Ab 1906 richtete er eine eigene Poliklinik sowie eine Privatklinik ein. 1910 kam er als Chefarzt der Inneren Abteilung an das Jüdische Krankenhaus Berlin. 1918 wurde er in Anerkennung seiner im Ersten Weltkrieg durch die Einrichtung von zwei Lazaretten erlangten Verdienste zum Geheimen Sanitätsrat ernannt. Nach dem Machtantritt der Nationalsozialisten verlor Strauß 1933 seine Lehrbefugnis. 1942 wurde er in das Ghetto Theresienstadt deportiert, wo er am 17. Oktober 1944 zu Tode kam. In Theresienstadt gehörte Strauß ab Oktober 1942 dem Ältestenrat an und war Leiter des wissenschaftlichen Ausschusses des Ghetto-Gesundheitswesens.
Er war seit 1899 mit Elsa Isaac, einer Nichte des Berliner Kunstmäzens James Simon, verheiratet. Elsa Strauß erlebte die Befreiung des Ghettos Theresienstadt; sie starb jedoch am 13. Juni 1945, bevor sie das Lager verlassen konnte. Der Ehe entstammten der Sohn Walter Strauß (1900–1976) sowie eine Tochter. Seit dem 28. April 2015 erinnert eine Gedenktafel an Hermann und Elsa Strauß in Berlin am Kurfürstendamm 184; hier hatte das Ehepaar seit 1937 bis zu seiner Deportation im Juli 1942 gewohnt.

## Beiträge zur medizinischen Wissenschaft
Mit Hermann Strauß verbindet sich die Straußsche Kanüle zur venösen Punktion. Es handelt sich dabei um eine „kräftige Venenpunktionskanüle mit einer abgerundeten schildförmigen Griffplatte.“ Er veröffentlichte Beiträge zur funktionellen Nephrologie und zur Einführung der kochsalzarmen Diät als therapeutisches Prinzip bei Nierenkrankheiten. Er entwickelte das Straußsche Procto-Sigmoidoskop und die Straußsche Penisklemme. Er publizierte außerdem Arbeiten über Erkrankungen des Dickdarms, besonders des Enddarms. Nach ihm sind die Straußsche Milchsäurereaktion (1895), die Straußsche Paramyloidose (atypische Amyloidose), das Straußsche Besteck (Kohlensäureschneebesteck) und die Straußsche Reiztrias bei Spasmophilie benannt.
Vier verschiedene diagnostische Methoden heißen nach ihm Strauß-Probe:
- die Straußsche Fettprobe zur Bestätigung eines chylösen Aszites,
- die Straußsche Korinthenprobe,
- der Straußsche Fruktosetoleranztest (1901) und
- die Straußsche Nierenfunktionsprobe (1913) zur Beobachtung des Harns auf Fluoreszenz.[10]

Bereits 1897 beschrieb er die „neurogene und thyreogene Glykosurie“, was man heute als sekundären Diabetes mellitus bei hoher allostatischer Last und Hyperthyreose bezeichnen würde. Er verfasste 25 Bücher sowie über 430 Beiträge für Sammelwerke und medizinische Zeitschriften. Seine Veröffentlichungen umfassen das gesamte Gebiet der Inneren Medizin.

## Würdigung
Im Haus der Stadtgeschichte in Heilbronn wird ausführlich auf sein Leben und das seiner Familie eingegangen.

## Veröffentlichungen (Auswahl)
- Zur Technik des Aderlasses, der intravenösen und subcutanen Infusion. In: Zeitschrift für Krankenpflege. Band 20, 1898, Heft 4, S. 66–69.
- Die chronischen Nierenentzündungen in ihrer Einwirkung auf die Blutflüssigkeit und deren Behandlung. Hirschwald, Berlin 1902.
- Zur Behandlung und Verhütung der Nierenwassersucht. In: Therapie der Gegenwart. Neue Folge, Band 5,  1903, S. 193–200.
- Zur Methodik der Rectoskopie. In: Berliner Klinische Wochenschrift. Band , 1903, S. 1100–1104.
- Vorlesungen über Diätbehandlung Innerer Krankheiten. Karger, Berlin 1910.
- Procto-Sigmoscopie und ihre Bedeutung für die Diagnostik und Therapie der Krankheiten des Rectums und der Flexura sigmoidea. Georg Thieme, Leipzig 1910.
- Die Nephritiden. Abriß ihrer Diagnostik und Therapie auf Grund der neueren Forschungsergebnisse. Urban & Schwarzenberg, Berlin / Wien 1916; 3. Auflage ebenda 1920.
- Erkrankungen des Rectum und Sigmoideum. Urban & Schwarzenberg, Berlin/Wien 1922.[13]
- Die Krankheiten der Nieren. Schwabacher’sche Verlagsbuchhandlung, Berlin ohne Jahr [1923] (= Schwabachers Medizinische Bibliothek. Heft 4).